# Gemerský hrad
Gemerský hrad je zřícenina bývalého župního hradu uherské župy Gemer. Patří mezi nejstarší hrady na Slovensku a leží v Rimavské kotlině severně od města Tornaľa nad stejnojmennou obcí Gemer.

## Historie
Vznikl už ve 12. století a po tatarském vpádu v roce 1241 ho přestavěli. Jako župní hrad sehrál významnou úlohu při feudalizaci gemerské oblasti. Už za krále Bela IV. se dostal do soukromých rukou, koncem 14. století byl však opět královským hradem a sídlem župy. Významnou úlohu sehrál v době dynastických bojů v Uhersku v polovině 15. století, když se ho zmocnila vojska Jana Jiskry z Brandýsa. Později se ho zmocnil král Matyáš Korvín, který ho dal v roce 1458 zbourat.

## Stavební podoba
V konstrukcích nejstarší stavební fáze hradu ze dvanáctého století převládaly dřevohlinité stavby, které mohly být doplněné kamennou věží. Z pozdější vrcholně středověké fáze se dochovaly zejména valy a příkopy.